# Philippe Genty
Philippe Genty (* 1938) ist ein französischer Marionettenspieler und Bühnenillusionist. 

## Leben
Genty wurde 1938 geboren und durchlebte eine schwierige Kindheit und Schulzeit. Bevor er sich dem Puppenspiel annahm, studierte er ein Jahr lang angewandte Kunst an einer Schule für Gestaltung in Paris. 1961 gewann er ein von Publicis ausgeschriebenes Stipendium und brach daraufhin im folgenden Jahr gemeinsam mit seinem Freund Yves Brugnier in einem Citroën 2CV („Ente“) zu einer Weltreise auf, um sein erstes Marionettenstück für Kinder namens Alexanders Expedition zu präsentieren. Insgesamt reiste er vier Jahre lang durch vier Kontinente, siebenundvierzig Länder und neun Wüsten. Danach drehte er im Rahmen des UNESCO-Projektes Orient – Okzident einen Film über Puppentheater aus aller Welt. Um ganz unabhängig auch eigene Aufführungen realisieren zu können, gründete der Dramaturg 1968 die Compagnie de Philippe Genty, zu dessen Gründungsmitgliedern auch die Choreografin und seine spätere Ehefrau Mary Underwood zählten. Es folgten in den kommenden Jahren Theater- wie Fernsehauftritte und Ende der 1970er die ersten Welttourneen. 1980 entwickelt er zusammen mit Mary Underwood Rond com un cube (Rund wie ein Kubus), die Erste von allen kommenden Stückinszenierungen, die sich fortan eines rätselhaften und für Genty bald typischen visuellen Traumvokabulars bedienten. 
Seit 40 Jahren tourt die „Compagnie de Philippe Genty“ mit ihren aufwändigen Produktionen durch die Welt und kreiert in teilweise jahrelanger Entwicklungsarbeit immer wieder Herausragendes im Bereich des visuellen, nonverbalen Theaters. Ihre Mitglieder werden aus Workshops rekrutiert, die weltweit veranstaltet werden. Sie müssen nicht nur die Fähigkeit besitzen, gleichzeitig Akteure, Sänger, Tänzer und Puppenspieler zu sein, sondern sich auch im perfekten Zusammenspiel mit den Figuren und der Technik bewähren. Gentys hoch dynamisches und psychoanalytisch motiviertes Imaginationstheater vermittelt seine assoziationsreichen Inhalte mithilfe von Stilelementen wie Sprechtheater, Modern Dance, Akrobatik, Illusion, Schwarzes Theater und Musik. Dem Zuschauer entfaltet sich dadurch ein "poetisches Bilderkaleidoskop" mit ständig wechselnden Perspektiven und Größenverhältnissen, dem scheinbaren Negieren aller Naturgesetze und dem traumwandlerischen Spiel mit der Realität von Puppe und Mensch.

## Quelle
- http://www.evene.fr/celebre/biographie/philippe-genty-31415.php

| Personendaten    | Personendaten                                          |
| ---------------- | ------------------------------------------------------ |
| NAME             | Genty, Philippe                                        |
| KURZBESCHREIBUNG | französischer Marionettenspieler und Bühnenillusionist |
| GEBURTSDATUM     | 1938                                                   |